# 庫萬德克區

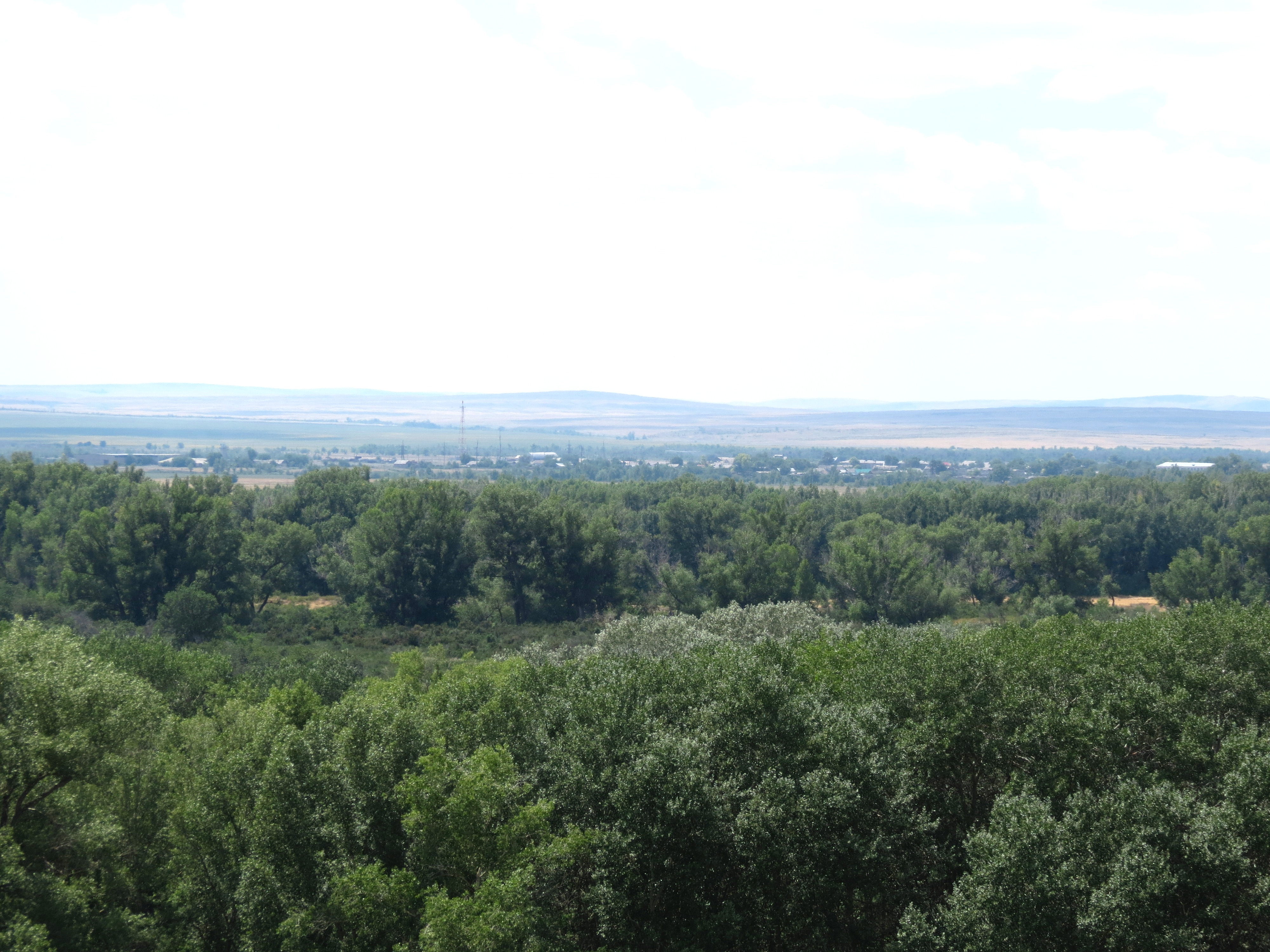

51°29′N 57°21′E / 51.483°N 57.350°E
庫萬德克區（俄语：Кувандыкский район），是俄羅斯的一個區，位於該國西南部，由奧倫堡州負責管轄，面積6,000平方公里，2010年人口19,545，人口密度每平方公里3.26人。